# São João da Madeira
São João da Madeira este un oraș în Districtul Aveiro, Portugalia.

## Personalități născute aici
- Cândido Costa (n. 1981), fotbalist.